# Mators
Cet article concerne le peuple mator. Pour la langue matore, voir Mator.
Groupe à la langue éteinte, ses membres se sont en partie assimilés pour d'autres groupes.